# Maria Masella
Maria Masella, née le 10 février 1948 à Gênes dans la région de la Ligurie, est une romancière italienne. Elle a utilisé au cours de sa carrière le pseudonyme de Mary M. Riddle.

## Biographie
Diplômée en mathématiques, elle travaille comme enseignante. À la fin des années 1980, elle participe à un concours littéraire organisé par le festival MystFest puis commence à écrire des romans policiers et d'espionnages qui sont publiés dans la célèbre collection Segretissimo en Italie.
Au cours de sa carrière, elle change ensuite plusieurs fois de registre, publiant des écrits dans le genre du fantastique, du mystère et de la romance à la fois historique et contemporaine. Face au succès, elle abandonne finalement sa carrière d'enseignante en 2005 pour se consacrer pleinement à l'écriture.
En 2002, elle publie au sein de la jeune maison d'édition génoise Fratelli Frilli Editori une nouvelle collection policière qui met en scène le commissaire Antonio Mariani et dont les aventures se déroule dans la région de la Ligurie.

## Œuvre

### Romans

#### Série du commissaire Antonio Mariani
1. Morte a domicilio (2002)
2. Il dubbio (2004)
3. La segreta causa (2005)
4. Il cartomante di via Venti (2005)
5. Giorni contati (2006
6. Mariani. Il caso cuorenero (2006)
7. Io so. L'enigma di Mariani (2007)}
8. Primo (2008)
9. Ultima chiamata per Mariani (2009)
10. Mariani e il caso irrisolto (2010)
11. Recita per Mariani (2011)
12. Celtique. Mariani il passato ritorna (2012)
13. Mariani allo specchio (2013)
14. Mariani e le mezze verità (2014)
15. Mariani e le porte chiuse (2016)
16. Testimone. Sette indagini per Antonio Mariani (2016)
17. Mariani e il peso della colpa (2016)
18. Mariani e la cagna (2017)
19. Mariani e le parole taciute (2018)

#### Série Teresa Maritano et Marco Ardini
1. Nessun ricordo muore. La prima indagine di Teresa Maritano e Marco Ardini (2017)
2. Vittime e delitti. La nuova indagine di Teresa Maritano e Marco Ardini (2018)

#### Autres romans
- Una donna comune (1986)
- Sconosciuto in treno (1987)
- Clandestini (1987)
- Sax (1988)
- Etica professionale (1989)
- A colpi di spazzola… (1989)
- Rendez-vous (1989)
- Non so chi fui (1992)
- Appuntamento sotto la luna (1993)
- All’ultimo sole (1994)
- Trappole (1998)
- Il mio angelo (1998)
- Per sapere la verità (1999)
- Questo amore per sempre (1999)
- L’occasione perduta (1999)
- Il cuore non mente (2002)
- Cedere all’amore (2002)
- Il diritto di amare (2002)
- Le ragioni del cuore (2002)
- Sarà per sempre (2003)
- Legami d’amore (2003)
- Scritto nelle stelle (2004)
- Il prigioniero (2005)
- Dietro le quinte (2007)
- Belle sceme ! (2009)
- Bella mia (2011)
- L'ultimo segreto (2011)
- Per sapere la verità (2012)